# Björklandstjärnen
Björklandstjärnen är en sjö i Överkalix kommun i Norrbotten och ingår i Sangisälvens huvudavrinningsområde.